# Stelis michiganensis
Stelis michiganensis är en biart som beskrevs av Mitchell 1962. Stelis michiganensis ingår i släktet pansarbin, och familjen buksamlarbin. Inga underarter finns listade i Catalogue of Life.